# Tchaj-wan na Letních olympijských hrách 1984
Tchaj-wan se účastnil Letní olympiády 1984 v americkém Los Angeles. Zastupovalo ho 38 sportovců (31 mužů a 7 žen) ve 12 sportech.

## Medailisté
| Medaile | Jméno        | Sport    | Soutěž             |
| ------- | ------------ | -------- | ------------------ |
| Bronz   | Wen-Yee Tsai | Vzpírání | Muži váha do 60 kg |